# Polycarp Gottlieb Schacher
Polycarp Gottlieb Schacher (* 6. Januar 1674 in Leipzig; † 4. März 1737 ebenda) war ein deutscher Mediziner.

## Leben
Der Sohn von Christoph Hartmann Schacher (1633–1690) hatte anfänglich Unterricht von Privatlehrern genossen und dann die Leipziger Nikolaischule besucht. Anschließend bezog er die Universität Leipzig, wo er am 7. Juni 1694 Baccalaurus der medizinischen Fakultät wurde und sich am 31. Januar 1695 den akademischen Grad eines Magisters der Philosophie erwarb. Am 29. April 1696 habilitierte er sich an der Leipziger Hochschule und promovierte im selben Jahr zum Doktor der Medizin. Im Anschluss unternahm er eine Gelehrtenreise, die ihn durch Deutschland, Holland, England und Frankreich führte. Zurückgekehrt nach Leipzig wurde er 1701 außerordentlicher Professor der Medizin und eröffnete eine Praxis. Bald jedoch stieg er in der medizinischen Professur auf.
1706 war er ordentlicher Professor der Physiologie, 1719 Professor der Anatomie und Chirurgie, 1723 Professor der Pathologie und 1724 Professor der Therapie. Schacher hatte auch organisatorische Aufgaben an der Leipziger Hochschule wahrgenommen war seit 1724 ständiger Dekan der medizinischen Fakultät, Universitätssenior, Decemvir der Hochschule und im Wintersemester 1719/20 Rektor der Alma Mater. Er war ein außerordentlich gelehrter Mann, der ein großer Freund anatomischer Studien war, deren Wichtigkeit für die Medizin er besonders betonte. Er hat aber kein größeres selbständiges Werk hinterlassen, sondern nur zahlreiche kleinere Dissertationen und akademische Programme, die sich auf sämtliche Gebiete der theoretischen und praktischen Medizin beziehen. Dieselben besitzen heutzutage nur noch historisches Interesse.
Aus seiner Ehe mit Christiana Sibylla geb. Kober († 1763) gingen zwei Söhne, der Jurist Quirin Gottfried Schacher (1713–1774) und der Mediziner Polycarp Friedrich Schacher (1715–1762) hervor. Seine Tochter Johanna Christiana Schacher (1725–1754) heiratete den Leipziger Bürgermeister Jacob Heinrich Born (1717–1775).

## Werke (Auswahl)
- Laesam hominis loquelam. Praeses: Johann Christian Schamberg. Goeze, Leipzig 1696. (Digitalisat)
- Diss. De Sensazione in genere, et motu voluntario. Leipzig 1697
- Diss de Lacte et Semine. Leipzig 1697
- Diss. De Corpore Humano. Leipzig 1697
- Diss. De Sensibus internis. Leipzig 1697
- Disputatio medico-chirurgica de cataracta. Respondent: Georg Friedrich Jäschke. Brandenburger, Leipzig 1701. (Digitalisat)
- De anatomia praestantissimo totius medicinae fundamento. 1705
- Dissertatio medica de thermarum Carolinarum usu in arthritide. Respondent: Christian Friedrich Boettger. Brandenburg, Leipzig 1709. (Digitalisat)
- Dissertatio solennis de anatomica praecipuarum partium administratione. Respondent: Jacob Hermann Albrecht. Brandenburg, Leipzig 1710. (Digitalisat)
- De thermarum Carolinarum usu in renum et vesicae calculo. Respondent: Paul Gottfried Sievert. Titius, Leipzig 1711. (Digitalisat)
- De anatomia et physiologia in genere. Respondent: Leonhard Heinrich Mylius. Titius, Leipzig 1715. (Digitalisat)
- De partibus corporis humani internis. Respondent: Daniel Wilhelm Triller. Titius, Leipzig 1715. (Digitalisat)
- Dissertatio Inauguralis Medica De Taenia. Respondent: Johann Gottfried Hahn. Titius, Leipzig 1717. (Digitalisat)
- Von den Blutstürzen der Schwangern. Leipzig 1717
- De sanitate. 1718. (Digitalisat)
- Dissertatio medica inauguralis de eruditorum morbis. Respondent:Johannes Friedrich Ortlob. Titius, Leipzig 1719. (Digitalisat)
- Considerationem Animae Rationalis Medicam. Respondent: Rudolph August Behrens. Titius, Leipzig 1720. (Digitalisat)
- De disparis magnitudinis foetibus in lucem simul missis. 1721. (Digitalisat)
- Epistolae Medicae. Leipzig 1721–32
- Dissertatio Inavgvralis Medica De Febre Acvta Exanthematica Aegram Qvinqvies Serie Non Interrvpta Invadente. Respondent: Johann Theophil Steinfeld. Rothe, Leipzig 1723. (Digitalisat)
- Panegyrin medicam indicat. 1723
- Infantem, in mortuae matris utero adhuc viventem, ibidemque propter neglectam artificialem excisionem in primo aetatis flore extinctum. Langenheim, Leipzig 1731. (Digitalisat)
- De melancholia hysterica. Respondent: Johann Friedrich Crell. Breitkopf, Leipzig 1732. (Digitalisat)
- Indictio ejus Concionis Funebris. Leipzig 1737
- Diss. med. de aeris efficacitate in corpore humano = Von dem Einfluß der Lufft in dem menschlichen Cörper. Laangenheim, Leipzig 1738. (Digitalisat)
- Von Weibern die sich in der Arzneywissenschaft berühmt gemacht. 1738 (mit Johann Heinrich Schmid)